# Roof Club
Roof Club è il quinto ed ultimo album in studio del gruppo reggae italiano Reggae National Tickets, pubblicato il 31 luglio 2000.

## Tracce
| #  | Titolo             | Produttori | Collaboratori   | Durata |
| -- | ------------------ | ---------- | --------------- | ------ |
| 1  | Songie             |            |                 | 0:29   |
| 2  | Neverlasting Song  |            |                 | 4:04   |
| 3  | Il Mondo           |            |                 | 3:55   |
| 4  | I & Praises        |            | Morgan Heritage | 3:54   |
| 5  | Zion               |            |                 | 3:47   |
| 6  | I Got You Baby     |            |                 | 3:04   |
| 7  | Il rimedio         |            |                 | 4:19   |
| 8  | Come sei           |            |                 | 4:57   |
| 9  | Anima              |            |                 | 4:39   |
| 10 | Kingston Rockstone |            |                 | 4:10   |
| 11 | Rebel              |            |                 | 3:50   |
| 12 | Qui per restare    |            | Bunna           | 4:10   |
| 13 | No Black No White  |            |                 | 3:43   |

## Singoli
- Il Mondo

## Formazione
- Stena (voce)
- Fabietto (chitarra)
- SanderNotz (basso)
- Ale (batteria)
- Arancio (tastiere)
- Ricky Murvin (tromba)
- Marco (sax)